# Strängstorp
Strängstorp is een plaats in de gemeente Katrineholm in het landschap Södermanland en de provincie Södermanlands län in Zweden. De plaats heeft 76 inwoners (2005) en een oppervlakte van 10 hectare.